# 北九州市立松本清張紀念館
北九州市立松本清張紀念館是一所為紀念日本文學家松本清張而設立的紀念館，位於九州福岡縣小倉北區。該館於1998年（平成10年）8月4日時揭幕，當日即為松本清張逝世的七周年忌辰。館內以展品和圖像介紹松本清張的生平經歷，此外還設有閱覽室、咖啡館、紀念品販售處等設施。

## 歷史
2008年，紀念館開館十週年。
2018年，紀念館開館二十周年，舉辦了紀念講座、特別展覽、音樂會等一系列活動。

## 外部連結
- 松本清張紀念館官網 （页面存档备份，存于）（日語）（中文）